# Persone di cognome Rizzo
| Questa pagina contiene informazioni ricavate automaticamente dalle voci biografiche con l'ausilio del template Bio e di un bot. L'aggiornamento è periodico e automatico e ricostruisce completamente la pagina. Se manca una persona in questa lista, sei pregato di non aggiungerla, ma accertati piuttosto che la sua voce biografica contenga il template Bio e che i dati anagrafici siano correttamente compilati. Se il template Bio manca, inseriscilo tu stesso o, in alternativa, metti l'avviso {{tmp\|Bio}} che ne segnala la mancanza. Se i dati riportati sono sbagliati, correggi direttamente la voce biografica; le modifiche saranno visibili in questa lista entro pochi giorni. Per chiarimenti vedi il progetto antroponimi. La lista contiene solo le 61 persone che sono citate nell'enciclopedia e per le quali è stato implementato correttamente il template Bio. Pagina aggiornata al 23 lug 2025. |

Questa è una lista di persone presenti nell'enciclopedia che hanno il cognome Rizzo, suddivise per attività principale.

## Allenatori di calcio(2)
- Massimo Rizzo, allenatore di calcio e ex calciatore svizzero (Zurigo, n. 1975)
- Roberto Rizzo, allenatore di calcio e ex calciatore italiano (San Cesario di Lecce, n. 1961)

## Archeologi(1)
- Giulio Emanuele Rizzo, archeologo italiano (Melilli, n. 1865 - Roma, † 1950)

## Architetti(1)
- Aldo Luigi Rizzo, architetto e pittore italiano (Legnano, n. 1930 - Genova, † 2020)

## Arcivescovi cattolici(1)
- Giovanni Rizzo, arcivescovo cattolico italiano (Montedoro, n. 1890 - Rossano, † 1980)

## Artisti marziali misti(1)
- Pedro Rizzo, artista marziale misto brasiliano (Rio de Janeiro, n. 1974)

## Attori(5)
- Alfredo Rizzo, attore, regista e sceneggiatore italiano (Nizza, n. 1902 - Roma, † 1991)
- Carlo Rizzo, attore italiano (Trieste, n. 1907 - Milano, † 1979)
- Federico Rizzo, attore italiano (Frosinone, n. 1981)
- Giacomo Rizzo, attore italiano (Napoli, n. 1939)
- Gianni Rizzo, attore italiano (Brindisi, n. 1924 - Roma, † 1992)

## Briganti(1)
- Domenico Rizzo, brigante italiano (Laurenzana - Potenza, † 1810)

## Calciatori(6)
- Francesco Rizzo, calciatore e dirigente sportivo italiano (Rovito, n. 1943 - Pontedera, † 2022)
- Giuseppe Rizzo, calciatore italiano (Messina, n. 1991)
- Juan Rizzo, calciatore argentino (Buenos Aires, n. 1906)
- Luca Rizzo, calciatore italiano (Genova, n. 1992)
- Nick Rizzo, ex calciatore australiano (Sydney, n. 1979)
- Nicolás Rizzo, calciatore argentino (Necochea, n. 1993)

## Cantanti(1)
- Linda Jo Rizzo, cantante statunitense (New York, n. 1955)

## Cestiste(1)
- Rosalia Rizzo, ex cestista italiana

## Cestisti(2)
- Jerry Rizzo, cestista statunitense (Astoria, n. 1918 - Las Vegas, † 2011)
- Massimiliano Rizzo, ex cestista italiano (Palermo, n. 1969)

## Chitarristi(1)
- Marc Rizzo, chitarrista statunitense (Carlstadt, n. 1977)

## Fotografi(1)
- Willy Rizzo, fotografo e designer italiano (Napoli, n. 1928 - Parigi, † 2013)

## Generali(1)
- Antonio Rizzo, generale italiano (Caccuri, n. 1885 - Trieste, † 1951)

## Giocatori di baseball(1)
- Anthony Rizzo, giocatore di baseball statunitense (Fort Lauderdale, n. 1989)

## Giocatori di biliardo(1)
- Ciro Davide Rizzo, giocatore di biliardo italiano (Palermo, n. 1978)

## Giocatori di calcio a 5(1)
- Cristian Rizzo, giocatore di calcio a 5 italiano (Siracusa, n. 1991)

## Giornalisti(3)
- Salvatore Totò Rizzo, giornalista e scrittore italiano (Acireale, n. 1936 - Acireale, † 1986)
- Sergio Rizzo, giornalista, saggista e politico italiano (Ivrea, n. 1956)
- Stefano Rizzo, giornalista e scrittore italiano (Torino, n. 1946)

## Hockeisti su ghiaccio(2)
- Marco Rizzo, ex hockeista su ghiaccio italiano (Milano, n. 1982)
- Patrick Rizzo, hockeista su ghiaccio italiano (San Candido, n. 1988)

## Mezzofondisti(1)
- Alfredo Rizzo, mezzofondista e siepista italiano (Milano, n. 1933 - † 2023)

## Navigatori(1)
- Antonio Rizzo, navigatore e mercante italiano (Didymoteicho, † 1452)

## Pallanuotisti(2)
- Turu Rizzo, pallanuotista maltese (Sliema, n. 1894 - Pietà, † 1961)
- Valerio Rizzo, pallanuotista italiano (Savona, n. 1984)

## Pallavolisti(1)
- Marco Rizzo, pallavolista italiano (Galatina, n. 1990)

## Partigiani(2)
- Attilio Rizzo, partigiano italiano (Villadose, n. 1891 - Gusen, † 1945)
- Vincenzo Rizzo, partigiano italiano (Castelfranco Veneto, n. 1921 - Cortina d'Ampezzo, † 1948)

## Pattinatori artistici su ghiaccio(1)
- Matteo Rizzo, pattinatore artistico su ghiaccio italiano (Roma, n. 1998)

## Pittori(1)
- Pippo Rizzo, pittore e scultore italiano (Corleone, n. 1897 - Palermo, † 1964)

## Politici(6)
- Aldo Rizzo, politico e magistrato italiano (Palermo, n. 1935 - Palermo, † 2021)
- Antonino Rizzo, politico italiano (Nicosia, n. 1929 - † 2002)
- Antonio Rizzo, politico italiano (Sarno, n. 1954)
- Domenico Rizzo, politico italiano (Rossano, n. 1901 - † 1996)
- Gianluca Rizzo, politico italiano (Siracusa, n. 1974)
- Marco Rizzo, politico italiano (Torino, n. 1959)

## Presbiteri(1)
- Giuseppe Rizzo, presbitero, politico e giornalista italiano (Alcamo, n. 1863 - Alcamo, † 1912)

## Registi(2)
- Angelo Rizzo, regista, sceneggiatore e giornalista italiano (Grammichele, n. 1959 - Milano, † 2015)
- Federico Rizzo, regista e sceneggiatore italiano (Brindisi, n. 1975)

## Rugbisti a 15(1)
- Michele Rizzo, ex rugbista a 15 e allenatore di rugby a 15 italiano (Dolo, n. 1982)

## Sceneggiatori(1)
- Marco Rizzo, sceneggiatore, fumettista e giornalista italiano (Erice, n. 1983)

## Sciatori alpini(1)
- Maxime Rizzo, ex sciatore alpino francese (Bourg-Saint-Maurice, n. 1993)

## Scrittrici(2)
- Egle Rizzo, scrittrice italiana (Palermo, n. 1981)
- Moony Witcher, scrittrice italiana (Venezia, n. 1957)

## Scultori(1)
- Antonio Rizzo, scultore e architetto italiano (Osteno - Cesena, † 1499)

## Tiratrici a segno(1)
- Ornella Rizzo, tiratrice a segno e arciera italiana (Vigodarzere, n. 1952 - † 2017)

## Vescovi cattolici(1)
- Angelo Rizzo, vescovo cattolico italiano (Montedoro, n. 1926 - Montedoro, † 2009)

## Senza attività specificata(2)
- Barbara Rizzo, italiana (Trapani, n. 1955 - Erice, † 1985)
- Luigi Rizzo, comandante marittimo e ammiraglio italiano (Milazzo, n. 1887 - Roma, † 1951)